# فيكتور هيكس
فيكتور هيكس (بالإنجليزية: Victor Hicks) هو لاعب كرة قدم أمريكية أمريكي، ولد في 19 يناير 1957 في لوبوك في الولايات المتحدة.

## وصلات خارجية
- فيكتور هيكس على موقع مرجع كرة القدم المحترفة.كوم (الإنجليزية)
- فيكتور هيكس على موقع JustSportsStats.com (الإنجليزية)
- فيكتور هيكس على موقع كلية كرة القدم في سبورتس رفرنس.كوم (الإنجليزية)